# UK Indie Chart

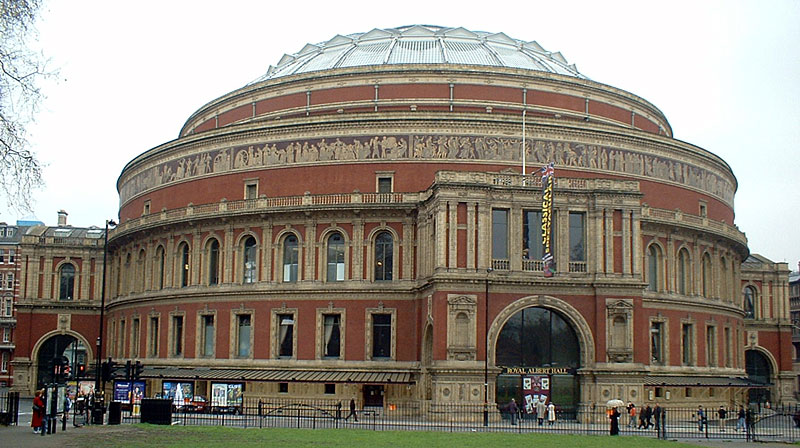
El Royal Albert Hall, Londres, un lloc important per a totes les formes de la música.

La UK Independent Chart o Indie Chart (en català, La Llista Independent Britànica o la Llista d'Indie) és una llista dels discs de gravacions independents millor-venuts en el Regne Unit.